# Copa Libertadores Femenina 2016
Die Copa Libertadores Femenina 2016 ist die achte Austragung des einzigen internationalen Frauenfußballwettbewerbes für Vereinsmannschaften des südamerikanischen Kontinentalverbandes CONMEBOL. Der Wettbewerb wird in einem zweiwöchigen Turniermodus erstmals in Uruguay zwischen dem 6. und 20. Dezember 2016 ausgetragen. Sämtliche Partien des Turnieres werden – anders als bei der Herren-Ausgabe – ohne Rückspiele ausgetragen.
Pokalsieger wurde der Club Sportivo Limpeño aus Paraguay. Erstmals in der Geschichte dieses Wettbewerbs ist das Finale ohne Beteiligung eines brasilianischen Teams ausgetragen wurden.

## Teilnehmende Mannschaften
| Land        | Verein                             | Qualifikationsgrund                                           |
| ----------- | ---------------------------------- | ------------------------------------------------------------- |
| Argentinien | UAI Urquiza                        | Meister der Primera División de Fútbol Femenino 2016          |
| Bolivien    | Club San Martín de Porres          | Meister des Campeonato Boliviano de Futebol Feminino 2016     |
| Brasilien   | Associação Ferroviária de Esportes | Titelverteidiger                                              |
| Brasilien   | Foz Cataratas FC                   | Drittplatzierter der Copa do Brasil Feminino 2015             |
| Chile       | CSD Colo-Colo                      | Apertura-Meister der Primera División de Fútbol Femenino 2015 |
| Kolumbien   | Generaciones Palmiranas            | Sieger des Campeonato Nacional Interclubes 2016               |
| Ecuador     | Unión Española de Guayaquil        | Meister des Campeonato Ecuatoriano de Fútbol Femenino 2015    |
| Paraguay    | Club Sportivo Limpeño              | Meister des Campeonato Paraguayo de Fútbol Femenino 2015      |
| Peru        | Universitario de Deportes          | Meister des Campeonato Peruano de Fútbol Femenino 2016        |
| Uruguay     | Colón Fútbol Club                  | Meister des Campeonato Uruguayo de Fútbol Femenino 2015       |
| Uruguay     | Nacional Montevideo                | Vizemeister des Campeonato Uruguayo de Fútbol Femenino 2015   |
| Venezuela   | Estudiantes de Guárico FC          | Meister des Campeonato Venezolano de Fútbol Femenino 2016     |

## Spielstätten
| Estadio Gran Parque Central | Estadio Profesor Alberto Suppici |
| Montevideo                  | Colonia del Sacramento           |
| Estadio Gran Parque Central | Estadio Profesor Alberto Suppici |
| Kapazität: 26.500           | Kapazität: 6.500                 |

## Gruppenphase
Die Auslosung der Gruppen und die Bekanntgabe des Spielplans ist am 16. November 2016 in Montevideo erfolgt.

### Gruppe A
| Pl. | Verein                    | Sp. | S | U | N | Tore    | Diff. | Punkte |
| --- | ------------------------- | --- | - | - | - | ------- | ----- | ------ |
| 1.  | Club Sportivo Limpeño     | 3   | 2 | 1 | 0 | 007:200 | +5    | 07     |
| 2.  | Colón Fútbol Club         | 3   | 2 | 0 | 1 | 008:400 | +4    | 06     |
| 3.  | UAI Urquiza               | 3   | 1 | 1 | 1 | 003:200 | +1    | 04     |
| 4.  | Universitario de Deportes | 3   | 0 | 0 | 3 | 000:100 | −10   | 0      |

Die Spiele der Gruppe A werden in Montevideo ausgetragen.
| 6. Dezember 2016      |     |                           |
| Club Sportivo Limpeño | 4:0 | Universitario de Deportes |
| Colón Fútbol Club     | 2:1 | UAI Urquiza               |
| 9. Dezember 2016      |     |                           |
| UAI Urquiza           | 2:0 | Universitario de Deportes |
| Colón Fútbol Club     | 2:3 | Club Sportivo Limpeño     |
| 12. Dezember 2016     |     |                           |
| UAI Urquiza           | 0:0 | Club Sportivo Limpeño     |
| Colón Fútbol Club     | 4:0 | Universitario de Deportes |

### Gruppe B
| Pl. | Verein                    | Sp. | S | U | N | Tore    | Diff. | Punkte |
| --- | ------------------------- | --- | - | - | - | ------- | ----- | ------ |
| 1.  | Foz Cataratas FC          | 3   | 3 | 0 | 0 | 008:200 | +6    | 09     |
| 2.  | Generaciones Palmiranas   | 3   | 1 | 1 | 1 | 008:300 | +5    | 04     |
| 3.  | Club San Martín de Porres | 3   | 1 | 1 | 1 | 005:500 | ±0    | 04     |
| 4.  | Nacional Montevideo       | 3   | 0 | 0 | 3 | 002:130 | −11   | 0      |

Die Spiele der Gruppe B werden in Montevideo ausgetragen.
| 7. Dezember 2016        |     |                           |
| Generaciones Palmiranas | 1:1 | Club San Martín de Porres |
| Nacional Montevideo     | 1:3 | Foz Cataratas FC          |
| 10. Dezember 2016       |     |                           |
| Foz Cataratas FC        | 3:1 | Club San Martín de Porres |
| Nacional Montevideo     | 0:7 | Generaciones Palmiranas   |
| 13. Dezember 2016       |     |                           |
| Foz Cataratas FC        | 2:0 | Generaciones Palmiranas   |
| Nacional Montevideo     | 1:3 | Club San Martín de Porres |

### Gruppe C
| Pl. | Verein                             | Sp. | S | U | N | Tore    | Diff. | Punkte |
| --- | ---------------------------------- | --- | - | - | - | ------- | ----- | ------ |
| 1.  | Estudiantes de Guárico FC          | 3   | 2 | 1 | 0 | 002:000 | +2    | 07     |
| 2.  | CSD Colo-Colo                      | 3   | 1 | 2 | 0 | 004:300 | +1    | 05     |
| 3.  | Associação Ferroviária de Esportes | 3   | 1 | 1 | 1 | 006:300 | +3    | 04     |
| 4.  | Unión Española de Guayaquil        | 3   | 0 | 0 | 3 | 003:900 | −6    | 0      |

Die Spiele der Gruppe C werden in Colonia del Sacramento ausgetragen.
| 8. Dezember 2016                   |      |                             |
| Estudiantes de Guárico FC          | 1:0  | Unión Española de Guayaquil |
| Associação Ferroviária de Esportes | 1: 1 | CSD Colo-Colo               |
| 11. Dezember 2016                  |      |                             |
| CSD Colo-Colo                      | 3:2  | Unión Española de Guayaquil |
| Associação Ferroviária de Esportes | 0:1  | Estudiantes de Guárico FC   |
| 14. Dezember 2016                  |      |                             |
| CSD Colo-Colo                      | 0:0  | Estudiantes de Guárico FC   |
| Associação Ferroviária de Esportes | 5:1  | Unión Española de Guayaquil |

### Bester Zweitplatzierter
| Pl. | Verein                  | Sp. | S | U | N | Tore    | Diff. | Punkte |
| --- | ----------------------- | --- | - | - | - | ------- | ----- | ------ |
| 1.  | Colón Fútbol Club       | 3   | 2 | 0 | 1 | 008:400 | +4    | 06     |
| 2.  | CSD Colo-Colo           | 3   | 1 | 2 | 0 | 004:300 | +1    | 05     |
| 3.  | Generaciones Palmiranas | 3   | 1 | 1 | 1 | 008:300 | +5    | 04     |

## Finalrunde
Die Halbfinals werden am 17. Dezember 2016 gespielt, während das Spiel um Platz 3 und das Finale am 20. Dezember stattfinden werden.

### Halbfinale
|                           | Ergebnis |                   |
| ------------------------- | -------- | ----------------- |
| Club Sportivo Limpeño     | 2:0      | Foz Cataratas FC  |
| Estudiantes de Guárico FC | 2:0      | Colón Fútbol Club |

### Spiel um Platz 3
|                  | Ergebnis |                   |
| ---------------- | -------- | ----------------- |
| Foz Cataratas FC | 3:1      | Colón Fútbol Club |

### Finale
| Club Sportivo Limpeño                                                          | Club Sportivo Limpeño | Estudiantes de Guárico FC | Estudiantes de Guárico FC |
| ------------------------------------------------------------------------------ | --- | --- | ------------------------- |
| Club Sportivo Limpeño                                                          | \| 20. Dezember 2016 in Colonia del Sacramento (Estadio Profesor Alberto Suppici) \| \| Ergebnis: 2:1 (0:0) \| \| Schiedsrichterin: Paola Barria ( Chile) \| | \| 20. Dezember 2016 in Colonia del Sacramento (Estadio Profesor Alberto Suppici) \| \| Ergebnis: 2:1 (0:0) \| \| Schiedsrichterin: Paola Barria ( Chile) \| | Estudiantes de Guárico FC |
| Club Sportivo Limpeño                                                          | 1:1 Liz Peña (70.) 2:1 Damia Cortaza (89.) | 0:1 Paola Villamizar (46.) | Estudiantes de Guárico FC |
| 20. Dezember 2016 in Colonia del Sacramento (Estadio Profesor Alberto Suppici) | | |                           |
| Ergebnis: 2:1 (0:0)                                                            | | |                           |
| Schiedsrichterin: Paola Barria ( Chile)                                        | | |                           |

## Beste Torschützinnen
| Rang | Spielerin            | Klub                               | Tore |
| ---- | -------------------- | ---------------------------------- | ---- |
| 1    | Oriana Altuve        | Colón Fútbol Club                  | 4    |
|      | Manuela González     | Generaciones Palmiranas            | 4    |
| 3    | Yamila Badell        | Colón Fútbol Club                  | 3    |
|      | Danyelle Helena      | Foz Cataratas FC                   | 3    |
|      | Verônica Riveros     | Foz Cataratas FC                   | 3    |
|      | Leicy Santos         | Generaciones Palmiranas            | 3    |
|      | Liz Peña             | Club Sportivo Limpeño              | 3    |
| 8    | Karen Araya          | CSD Colo-Colo                      | 2    |
|      | Ysaura Viso          | Estudiantes de Guárico FC          | 2    |
|      | Ana Carolina Machado | Associação Ferroviária de Esportes | 2    |
|      | Yanina López         | Club San Martín de Porres          | 2    |
|      | Marta Agüero         | Club Sportivo Limpeño              | 2    |
|      | Rosa Aquino          | Club Sportivo Limpeño              | 2    |

## Schiedsrichterinnen
Jeder Nationalverband der CONMEBOL ist mit einem Team aus Schiedsrichterin samt Assistentinnen vertreten.
| Verband | Schiedsrichterin    | Assistentin        |
| ------- | ------------------- | ------------------ |
| AFA     | Estela Álvarez      | María Rocco        |
| AFA     | Estela Álvarez      | Mariana de Almeida |
| FBF     | Sirley Cornejo      | Claudia Mollinedo  |
| FBF     | Sirley Cornejo      | Marina Quiroga     |
| CBF     | Edina Alves Batista | Nadine Bastos      |
| CBF     | Edina Alves Batista | Márcia Caetano     |
| FFC     | Paola Barria        | Macia Castillo     |
| FFC     | Paola Barria        | Cindy Nahuelcoy    |
| FCF     | María Victoria Daza | Eliana Ortiz       |
| FCF     | María Victoria Daza | Lucia Hurtatiz     |

| Verband | Schiedsrichterin  | Assistentin       |
| ------- | ----------------- | ----------------- |
| FEF     | Susana Corella    | Dayana Paredes    |
| FEF     | Susana Corella    | Marianela Ramirez |
| APF     | Zulma Quiñónez    | Rossana Salinas   |
| APF     | Zulma Quiñónez    | Nadia Weiler      |
| FPF     | Elizabeth Tintaya | Marlene Leyton    |
| FPF     | Elizabeth Tintaya | Gabriela Moreno   |
| AUF     | Nadia Fuques      | Luciana Mascaraña |
| AUF     | Nadia Fuques      | Adela Sánchez     |
| FVF     | Eryelitz Escalona | Yoleida Lara      |
| FVF     | Eryelitz Escalona | Laura Cardenas    |